# Mistrovství České republiky v časovce
Mistrovství České republiky v časovce je jednorázový cyklistický závod v disciplíně časovka, který se koná každý rok v červnu v mnoha kategoriích. Vítěz každé z nich se stane mistrem České republiky v časovce v příslušné kategorii a má právo (respektive povinnost) nosit dres národního šampiona ve všech časovkách, kterých se zúčastní. Úřadujícím šampionem je Mathias Vacek z týmu Lidl–Trek a šampionkou Julia Kopecký z týmu SD Worx–Protime. Oba v roce 2025 obhájili své triumfy z roku 2024.

## Muži
| Rok  | Zlato             | Stříbro           | Bronz             |
| 1994 | ?                 | ?                 | ?                 |
| 1995 | ?                 | ?                 | ?                 |
| 1996 | ?                 | ?                 | ?                 |
| 1997 | Jan Hruška        | Lubor Tesař       | Frantisek Trkal   |
| 1998 | Ondřej Sosenka    | Lubor Tesař       | Jan Hruška        |
| 1999 | Jan Hruška        | Milan Kadlec      | Tomáš Konečný     |
| 2000 | Ondrej Sosenka    | Lubor Tesař       | Milan Kadlec      |
| 2001 | Ondřej Sosenka    | Michal Kalenda    | Michal Hrazdíra   |
| 2002 | Ondřej Sosenka    | Michal Hrazdíra   | Michal Kalenda    |
| 2003 | Michal Hrazdíra   | Radek Blahut      | Ondřej Sosenka    |
| 2004 | Michal Hrazdíra   | Ondřej Sosenka    | Lubor Tesař       |
| 2005 | Ondřej Sosenka    | Michal Hrazdíra   | Milan Kadlec      |
| 2006 | Ondřej Sosenka    | Milan Kadlec      | František Raboň   |
| 2007 | Stanislav Kozubek | René Andrle       | Jan Faltýnek      |
| 2008 | František Raboň   | Jan Hruška        | René Andrle       |
| 2009 | František Raboň   | Stanislav Kozubek | Tomáš Okrouhlický |
| 2010 | František Raboň   | Jan Bárta         | Leopold König     |
| 2011 | Jiří Hudeček      | Jan Bárta         | Tomáš Okrouhlický |
| 2012 | Jan Bárta         | Zdeněk Štybar     | František Raboň   |
| 2013 | Jan Bárta         | Martin Hačecký    | Tomáš Okrouhlický |
| 2014 | Jan Bárta         | Petr Vakoč        | Zdeněk Štybar     |
| 2015 | Jan Bárta         | Leopold König     | Petr Vakoč        |
| 2016 | Leopold König     | Jan Bárta         | Petr Vakoč        |
| 2017 | Jan Bárta         | Petr Vakoč        | Josef Černý       |
| 2018 | Josef Černý       | Jan Bárta         | Michael Kukrle    |
| 2019 | Jan Bárta         | Josef Černý       | Petr Vakoč        |
| 2020 | Josef Černý       | Jan Bárta         | Adam Ťoupalík     |
| 2021 | Josef Černý       | Jan Bárta         | Adam Ťoupalík     |
| 2022 | Jan Bárta         | Michael Kukrle    | Jakub Otruba      |
| 2023 | Jakub Otruba      | Petr Kelemen      | Mathias Vacek     |
| 2024 | Mathias Vacek     | Josef Černý       | Jakub Otruba      |
| 2025 | Mathias Vacek     | Josef Černý       | Jakub Otruba      |

## Ženy
| Rok  | Zlato              | Stříbro            | Bronz                |
| 1993 | Šárka Víchová      | Julie Pekárková    | Miluše Flašková      |
| 1994 | Renata Holová      | Pavlina Daněčková  | Šárka Víchová        |
| 1995 | Šárka Víchová      | Miluše Flašková    | Blanka Navrátilová   |
| 1996 | Pavlína Daněčková  | Miluše Flašková    | Julie Pekárková      |
| 1997 | Kristina Obručová  | Miluše Flašková    | Jiřina Frantíková    |
| 1998 | Lada Kozlíková     | Blanka Navrátilová | Kristina Obručová    |
| 1999 | Lada Kozlíková     | Miluše Flašková    | Šárka Víchová        |
| 2000 | Lada Kozlíková     | Julie Pekárková    | Karla Polívková      |
| 2001 | Lada Kozlíková     |                    |                      |
| 2002 | Lada Kozlíková     | Julie Pekárková    | Pavla Havlíková      |
| 2003 | Ilona Bublová      | Julie Pekárková    | Pavla Havlíková      |
| 2005 | Lada Kozlíková     |                    |                      |
| 2006 | Lada Kozlíková     | Martina Růžičková  | Jarmila Machačová    |
| 2007 | Tereza Huříková    | Martina Růžičková  | Martina Sáblíková    |
| 2008 | Jarmila Machačová  | Martina Růžičková  | Martina Sáblíková    |
| 2009 | Tereza Huříková    | Martina Růžičková  | Jarmila Machačová    |
| 2010 | Martina Sáblíková  | Martina Růžičková  | Gabriela Slámová     |
| 2011 | Martina Sáblíková  | Martina Růžičková  | Jarmila Machačová    |
| 2012 | Jarmila Machačová  | Martina Sáblíková  | Pavlína Šulcová      |
| 2013 | Martina Sáblíková  | Katarína Hranaiová | Pavlína Šulcová      |
| 2014 | Martina Sáblíková  | Pavlína Šulcová    | Anežka Drahotová     |
| 2015 | Martina Sáblíková  | Jarmila Machačová  | Martina Růžičková    |
| 2016 | Martina Sáblíková  | Jarmila Machačová  | Anežka Drahotová     |
| 2017 | Nikola Nosková     | Jarmila Machačová  | Tereza Korvasová     |
| 2018 | Tereza Korvasová   | Jarmila Machačová  | Melissa van Necková  |
| 2019 | Tereza Korvasová   | Jarmila Machačová  | Nikola Bajgerová     |
| 2020 | Nikola Nosková     | Markéta Hájková    | Tereza Korvasová     |
| 2021 | Nikola Nosková     | Jarmila Machačová  | Nikol Flašarová      |
| 2022 | Denisa Slámová     | Nikola Bajgerová   | Petra Ševčíková      |
| 2023 | Eliška Kvasničková | Kristýna Burlová   | Nikola Bajgerová     |
| 2024 | Julia Kopecký      | Nikola Nosková     | Jana Milec Jiřincová |
| 2025 | Julia Kopecký      | Eliška Kvasničková | Jana Milec Jiřincová |